# 本光寺 (飛騨市)
本光寺（ほんこうじ）は、岐阜県飛騨市古川町にある浄土真宗本願寺派の寺院。山号は白豹山。
近隣の真宗寺や円光寺とともに1月9日から16日まで開かれる報恩講は三寺まいりとして知られている。本堂は飛騨地域最大の木造建築である。

## 歴史
天文年間（1532年～1555年）、照蓮寺11世了教の法嗣である教了が結んだ草庵が起源。慶長8年（1603年）、3世住持である了賢の代に現在の寺号を定めた。浄土真宗の東西分立においては大谷派についたが、宝永3年（1706年）に本願寺派に転派した。
1904年（明治37年）の古川大火で焼失し、1913年（大正2年）に本堂を再建した。1995年（平成7年）には山脇八尋を宮大工として山門を再建した。

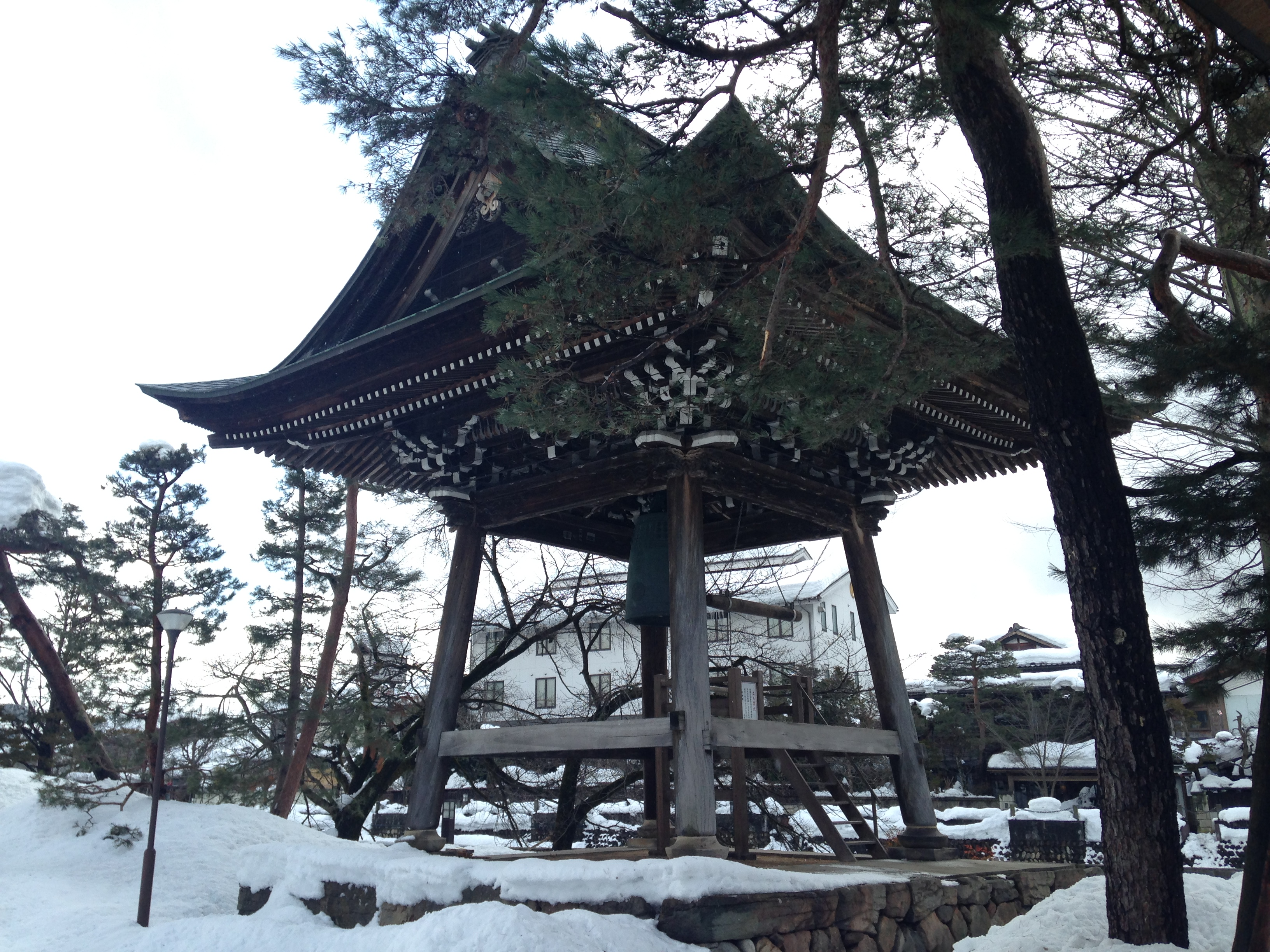
鐘楼
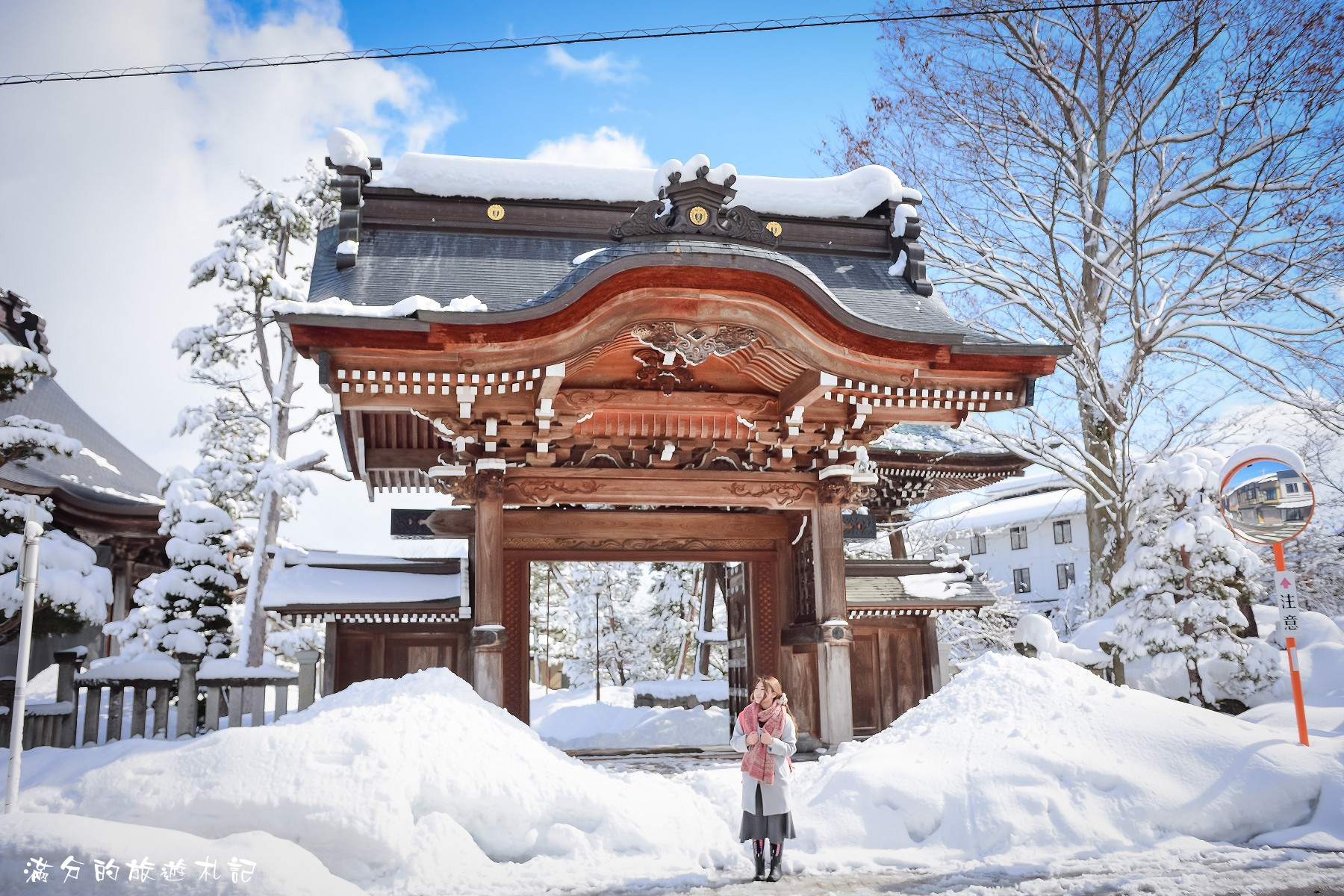
山門
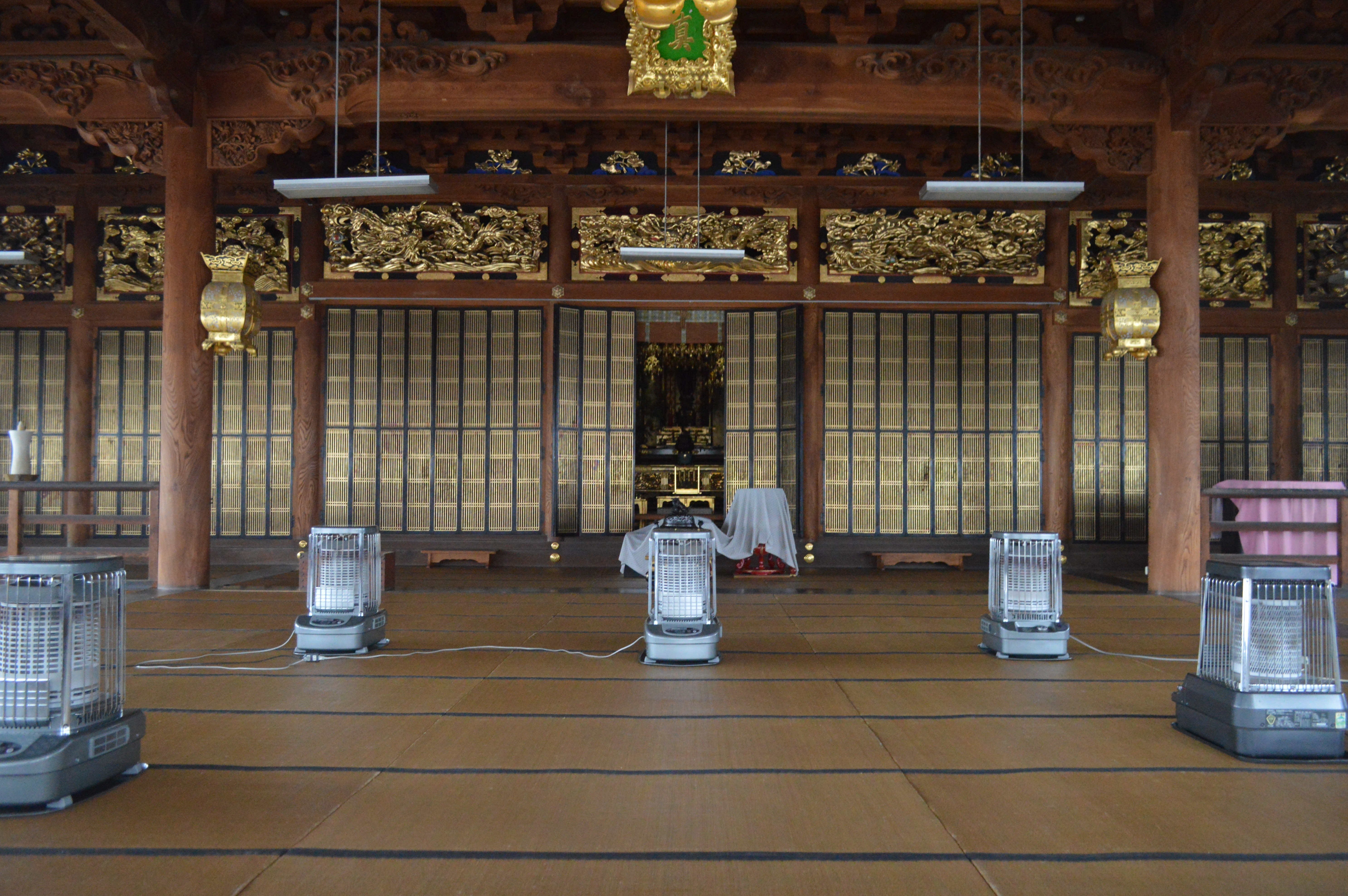
内陣